# Куржам
 Куржам  — опустевшая деревня в Юринском районе Республики Марий Эл. Входит в состав Васильевского сельского поселения.

## География
Находится в юго-западной части республики Марий Эл на правобережье Ветлуги на расстоянии приблизительно 43 км на северо-запад от районного центра посёлка Юрино.

## История
Согласно сохранившемуся преданию, основана была в начале XVIII века переселенцами из Тульской губернии, купленными местным купцом. В 1925 году в деревне было 95 дворов, в которых 473 жителя, все русские. Работали в советское время колхоз «Серп и молот» и совхоз «Васильевский» (до 1992 года).

## Население
Население составляло 16 человек (русские 100 %) в 2002 году, 0 в 2010.